# La valle della vendetta (film 1951)
La valle della vendetta (Vengeance Valley) è un film western del 1951 in Technicolor diretto da Richard Thorpe. È stato tratto dal romanzo Vengeance Valley di Luke Short (1949).

## Trama
Arch Strobie, ricco ma ormai anziano allevatore del Colorado, ha un figlio, Lee, indolente e scapestrato. Nel ranch vive anche Owen, che la moglie ha avuto da un precedente matrimonio e che Arch considera come un figlio. A differenza del fratello, Owen è onesto ed è un ottimo lavoratore.
Lee è sposato con Jen ma ha una relazione segreta con Lily Fasken, ragazza del posto non sposata. Lily rimane incinta e partorisce, ma si rifiuta di dire chi è il padre. I suoi fratelli, Hub e Dick, credono che Owen sia il colpevole, dato che le ha dato 500 dollari per prendersi cura del bambino, senza sapere che Owen lo ha fatto per conto di Lee. I fratelli di Lily tentano di linciare Owen, sono arrestati e condannati a una settimana di carcere e promettono di vendicarsi appena usciranno. Jen capisce che il marito è il padre del bambino e decide di lasciarlo, ma è convinta da Owen e Arch a rimanere e cercare di risolvere le cose.
Lee è ambizioso e progetta di sbarazzarsi di Owen per non dover dividere le fortune di famiglia alla morte del padre. Con facilità convince Hub e Dick a tendere un'imboscata a Owen. Quando Hub e Dick iniziano a sparare, Owen è ferito, ma uccide Dick e ferisce Hub. Quando incontra Lee, cerca di convincere il fratello a tornare a casa e confessare tutto a Arch. Invece Lee estrae la sua pistola, costringendo Owen ad ucciderlo. Sarà Owen a portare la notizia ad Arch e Jen.